# Bad Attitude
Bad Attitude är ett musikalbum med Meat Loaf från 1984. Som för hans övriga album runt den här tiden var framgångarna måttliga. Det innehåller två låtar av Jim Steinman, båda återvunna från tidigare projekt. Enligt Meat Loaf hade han från början försökt få Steinman att skriva hela albumet men det blev inte så. "Modern Girl" hade vissa framgångar som singel och är den enda låten från albumet som finns med på The Very Best of-skivan från 1998.

## Låtlista
Europeisk version
1. "Bad Attitude" (duett med Roger Daltrey) (Paul Jacobs/Sarah Durkee) – 4:46
2. "Modern Girl" (duett med Clare Torry) (Jacobs/Durkee) – 4:26
3. "Nowhere Fast" (Jim Steinman) – 5:14
4. "Surf's Up" (Steinman) – 4:26
5. "Piece Of The Action" (Jacobs/Durkee) – 4:16
6. "Jumpin' The Gun" (duett med Zee Carling) (Jacobs/Durkee) – 3:13
7. "Cheatin' In Your Dreams" (John Parr) – 4:08
8. "Don't Leave Your Mark On Me" (Parr/Julia Downes) – 4:08
9. "Sailor To A Siren" (Jacobs/Durkee) – 4:41

Amerikansk version
1. "Bad Attitude" (duett med Roger Daltrey) (Durkee/Jacobs) – 4:55
2. "Modern Girl" (duett med Clare Torry) (Durkee/Jacobs) – 4:28
3. "Nowhere Fast" (Jim Steinman|Steinman) – 5:13
4. "Surf's Up" (Steinman) – 4:46
5. "Piece of the Action"	(Durkee/Jacobs) – 4:02
6. "Jumpin' the Gun" (duett med Zee Carling) (Durkee/Jacobs) –3:13
7. "Sailor to a Siren" (Durkee/Jacobs) – 5:05
8. "Don't Leave Your Mark on Me"	(Julia Downes/John Parr) – 4:08
9. "Cheatin' in Your Dreams" (Parr) – 4:16

## Medverkande
Musiker
- Meat Loaf — sång
- Bob Kulick — gitarr
- Paul Vincent — gitarr (spår 4, 6)
- John Siegler — basgitarr
- Mo Foster — basgitarr (spår 5)
- Paul Jacobs — piano, keyboard, bakgrundssång
- Steve Rance — programmering
- Ronnie Asprey — saxophone (7)
- Wells Kelly — trummor, percussion, bakgrundssång
- Curt Cress — trummor (spår 4)
- Frank Ricotti — percussion (spår 3, 6)
- Roger Daltrey — sång (spår 1)
- Clare Torry — sång (spår 2), bakgrundssång
- Zee Carling — sång (spår 6)
- Stephanie de Sykes — bakgrundssång
- Paul Buckmaster, Paul Jacobs – arrangement (stråkinstrument)

Produktion
- Alan Shacklock, Meat Loaf, Paul Jacobs, Mack – musikproducenter
- Femi Jiya, Julian Wheatly, Marcus Holmes-Newsome – ljudtekniker
- Stephan Wissnet – assisterande ljudtekniker
- Mack – ljudmix
- George Marino – mastering
- Nicolas Marchant – omslagsdesign
- Graphyk (Grant Louden, Jean Luke Epstein) – omslagskonst
- Sheila Rock, Bob Carlos Clarke – foto

Produktion (amerikanska versionen)
- Meat Loaf, Paul Jacobs, Bob Kulick — remix (spår 1, 2, 4, 5, 7)
- Harvey Goldberg — remix (spår 1, 2, 7)
- Josh Abbey — remix (spår 4)
- Tony Taverner — remix (spår 5)
- Mack — remix (spår 6)
- Simon Sullivan — ljudtekniker (extra inspelningar)